# Kirchbichl (Bad Tölz)
Kirchbichl ist ein Kirchdorf und Stadtteil von Bad Tölz im oberbayerischen Landkreis Bad Tölz-Wolfratshausen. Kirchbichl liegt circa vier Kilometer nördlich von Bad Tölz und ist über die Staatsstraße 2368 zu erreichen.

## Gemeindeauflösung
Die ehemalige Gemeinde Kirchbichl wurde zum Abschluss der Gebietsreform in Bayern aufgelöst. Der Hauptort und die Gemeindeteile Abrain, Eichmühle, Ellbach, Feichten, Hintersberg, Kogl, Mühlberg, Oberhof, Rain, Ratzenwinkl, Reut, Roßwies und Schnaitt kamen zur Stadt Bad Tölz.  
Die nördlichen Gemeindeteile Au, Bairawies, Berg, Habichau, Hechenberg, Helfertsried, Niederreuth, Spöttberg, Unterleiten und Walleiten wurden in die Gemeinde Dietramszell eingegliedert.

## Baudenkmäler
- Katholische Filialkirche St. Peter und Paul